# Luxemburgse parlementsverkiezingen 2004
De Luxemburgse parlementsverkiezingen van 2004 werden op 13 juni 2004 gehouden. De kiezers moesten een nieuwe 60 leden tellende Kamer van Afgevaardigden kiezen.
De Chrëschtlech Sozial Vollekspartei (CSV) van regerend premier Jean-Claude Juncker was de grote winnaar: die partij behaalde 36,1% van de stemmen en ging van 19 naar 24 zetels in het parlement. Ook de Lëtzebuerger Sozialistesch Aarbechterpartei (LSAP) en Déi Gréng mochten zich tot de winnaars rekenen: de LSAP groeide van 13 naar 14 zetels, terwijl Déi Gréng een winst boekte van 5 naar 7 zetels. De grote verliezers waren de liberalen van de Demokratesch Partei (DP). Deze partij, coalitiegenoot van de CSV, viel terug van 15 naar 10 zetels (16,1% van de stemmen). Veel mensen die bij de vorige verkiezingen in 1999 op de DP hadden gestemd, stemden dit keer op de CSV.
Na de verkiezingen vormde premier Juncker een nieuw kabinet: de regering-Juncker-Asselborn I. De DP werd als coalitiegenoot vervangen door de LSAP. Het kabinet telde 8 ministers van de CSV (en één staatssecretaris van die partij) en 6 ministers van de LSAP.
Deze landelijke verkiezingen vielen in Luxemburg samen met de verkiezingen voor het Europees Parlement.

## Uitslag
| Partij | Partij | %     | Zetels | Verandering |
|        | Christelijk-Sociale Volkspartij (Chrëschtlech Soziale Vollekspartei)                                        | 36,1% | 24     | +5          |
|        | Luxemburgse Socialistische Arbeiderspartij (Lëtzebuerger Sozialistesch Aarbechterpartei)                    | 23,4% | 14     | +1          |
|        | Democratische Partij (Demokratesch Partei)                                                                  | 16,1% | 10     | -5          |
|        | De Groenen (Déi Gréng)                                                                                      | 11,6% | 7      | +2          |
|        | Actiecomité voor Democratie en Pensioensgerechtigheid (Aktiounskomitee fir Demokratie a Rentegerechtegkeet) | 9,9%  | 5      | -2          |
|        | Links (Déi Lénk)                                                                                            | 1,9%  | -      | -1          |
|        | Communistische Partij van Luxemburg (Kommunistesch Partei Lëtzebuerg)                                       | 0,9%  | -      | -           |
|        | Vrije Partij van Luxemburg (Fräi Partei Lëtzebuerg)                                                         | 0,1%  | -      | -           |
| Totaal | Totaal | 100%  | 60     |             |